# Cala Llobeta
La cala Llobeta és una petita platja seminatural del municipi de l'Ametlla de Mar (Baix Ebre), situada a la urbanització de Calafat, entre el Port de Calafat, al nord-est, i la platja de Calafató, al sud-oest. Hi desemboca el barranc Llobeta, rodejat de pinedes. Té una longitud de 30 metres i una amplada de 30 metres, formada per sorra fina, còdols i grava, amb un pendent d'entrada a l'aigua suau. Disposa d'aparcament, dutxes, papereres i neteja diària.